# نظریه ماه‌گرایی
نظریه ماه‌گرایی (به انگلیسی: Solunar theory)، فرضیه‌ای است مبنی بر اینکه ماهیان و دیگر جانوران بر اساس موقعیت ماه در مقایسه با بدن خود حرکت می‌کنند. این نظریه در سال ۱۹۲۶ توسط جان آلدن نایت مطرح شد، اما گفته شد که مدت‌ها پیش از انتشار آن توسط شکارچیان و ماهیگیران مورد استفاده قرار می‌گرفت.